# Copa Paulista de Futebol Feminino de 2024
A Copa Paulista de Futebol Feminino de 2024 foi a sexta edição da Copa Paulista de Futebol Feminino, um torneio estadual de futebol feminino organizado pela Federação Paulista de Futebol (FPF). O torneio compreendeu duas fases eliminatórias distintas disputados entre 20 de outubro a 10 de novembro e contou com a participação dos clubes AD Taubaté, Red Bull Bragantino, Santos e São José-SP.
O Santos foi o campeão após derrotar o Red Bull Bragantino nas finais.

## Formato e participantes
A Copa Paulista de Futebol Feminino de 2024 ocorreu através de duas fases eliminatórias distintas, ambas incorporadas a um sistema de chaveamento predefinido, onde os vencedores dos confrontos progrediram para a decisão. A designação dos participantes foi determinada conforme suas posições no Campeonato Paulista de Futebol Feminino de 2024.

## Resumo
Os clubes Red Bull Bragantino, Santos, São José-SP e AD Taubaté que ocuparam, respectivamente, da quinta à oitava colocação na primeira fase do Campeonato Paulista Feminino de 2024 não se classificaram para a fase final da competição e foram os qualificados para participar da sexta edição da Copa Paulista de Futebol Feminino.
A competição iniciou no dia 20 de outubro com o primeiro jogo das semifinais entre AD Taubaté e Red Bull Bragantino que a acabou com a vitória da equipe de Bragança Paulista. Em 26 de outubro, na outra partida da semifinal, o São José saiu derrotado após receber o Santos. Nos jogos de volta das semifinais, ambos realizados em 31 de outubro, o Red Bull Bragantino jogou em casa e garantiu sua vaga para a final ao empatar com o AD Taubaté, enquanto o Santos tornou-se o outro finalista após golear o São José em casa.
No primeiro jogo das finais que ocorreu em 5 novembro, o Red Bull Bragantino conquistou larga vantagem ao jogar em casa contra o Santos e vencer a partida por 4 a 1 com direito a triplete de sua atacante Thayslane.
A partida de volta das finais realizada em 10 de novembro, o Santos abriu 3 a 0 logo no primeiro tempo e, com isso, tirou toda a vantagem que o Red Bull Bragantino havia construído no primeiro jogo. O resultado da primeira etapa se manteve até o final da partida que, então, foi decidida através de cobranças de penalidades. O Santos converteu quatro cobranças e desperdiçou uma. Contudo, após a sua goleira, Karen Hipólito, defender dois pênaltis o Santos sagrou-se campeão da Copa Paulista de Futebol Feminino de 2024.

## Resultados
Em itálico, as equipes que possuem o mando de campo no primeiro jogo do confronto e em negrito as equipes classificadas.
|  | Semifinais          | Semifinais          | Semifinais | Semifinais |       |               | Final | Final | Final | Final |
|  |                     |                     |            |            |       |               |       |       |       |       |
|  | São José-SP         | 0                   | 0          | 0          |       |               |       |       |       |       |
|  | Santos              | 1                   | 4          | 5          |       |               |       |       |       |       |
|  | Santos              | 1                   | 4          | 5          |       | Santos (pen.) | 1     | 3     | 4 (4) |       |
|  |                     |                     |            |            |       | Santos (pen.) | 1     | 3     | 4 (4) |       |
|  |                     | Red Bull Bragantino | 4          | 0          | 4 (3) |               |       |       |       |       |
|  | AD Taubaté          | Red Bull Bragantino | 4          | 0          | 4 (3) | 0             | 2     | 2     |       |       |
|  | AD Taubaté          |                     |            |            |       | 0             | 2     | 2     |       |       |
|  | Red Bull Bragantino | 1                   | 2          | 3          |       |               |       |       |       |       |

### Semifinais

#### Ida
| 20 de outubro Semifinal | AD Taubaté | 0–1                        | Red Bull Bragantino | Taubaté                                                                         |  |
| 15:00                   |            | Súmula (FPF) Borderô (FPF) | 20' Letícia Teles   | Estádio: Joaquinzão Público: 100 Renda: R$ 0,00 Árbitra: SP Adeli Mara Monteiro |  |

| 26 de outubro Semifinal | São José-SP | 0–1                        | Santos                 | São José dos Campos                                                                     |  |
| 15:00                   |             | Súmula (FPF) Borderô (FPF) | 5' Larissa Vasconcelos | Estádio: Martins Pereira Público: 400 Renda: R$ 0,00 Árbitra: SP Marianna Nanni Batalha |  |

#### Volta
| 31 de outubro Semifinal | Red Bull Bragantino      | 2–2 (3–2 agr.)             | AD Taubaté             | Santana de Parnaíba                                                                                |  |
| 17:00                   | Larisse 11' · Jérica 25' | Súmula (FPF) Borderô (FPF) | 31' Stella · 73' Danna | Estádio: Gabriel Marques da Silva Público: 20 Renda: R$ 0,00 Árbitra: SP Talita Ximenes de Freitas |  |

| 31 de outubro Semifinal | Santos                                         | 4–0 (5–0 agr.)             | São José-SP | Santo André                                                                            |  |
| 19:30                   | Day Silva 14' · Paola 65', 68' · Ana Carla 85' | Súmula (FPF) Borderô (FPF) |             | Estádio: Bruno José Daniel Público: 112 Renda: R$ 0,00 Árbitra: SP Adeli Mara Monteiro |  |

### Final

#### Ida
| 5 de novembro Final | Red Bull Bragantino                           | 4–1                        | Santos             | Bragança Paulista                                                                        |  |
| 19:00               | Thayslane 41', 45+3', 46' · Rhay Coutinho 73' | Súmula (FPF) Borderô (FPF) | 79' Laura Valverde | Estádio: Nabi Abi Chedid Público: 0 Renda: R$ 0,00 Árbitra: SP Talita Ximenes de Freitas |  |

#### Volta
| 10 de novembro Final                                        | Santos                                       | 3–0 (4–4 agr.) (4–3 pen.)                           | Red Bull Bragantino | Santos                                                                                                   |  |
| 10:00                                                       | Thaisinha 8' · Carol Baiana 26' · Ketlen 34' | Súmula (FPF) Borderô (FPF)                          |                     | Estádio: Vila Belmiro Público: 821 Renda: R$ 0,00 Árbitra: SP Ana Caroline D’Eleutério de Sousa Carvalho |  |
|                                                             |                                              | Penalidades                                         |                     | |  |
| Thaisinha Nath Pitbull Camila Martins Sole Jaimes Ana Carla |                                              | Isa Rangel Thayslane Stella Géssica Brenda Pinheiro |                     | |  |

## Premiação
| Copa Paulista de Futebol Feminino de 2024 |
| Santos                                    |
| ----------------------------------------- |
| SANTOS Campeão (2.º título)               |

## Estatísticas

### Artilharia
| Pos. | Jogadora            | Equipe              | Gols |
| ---- | ------------------- | ------------------- | ---- |
| 1    | Thayslane           | Red Bull Bragantino | 3    |
| 2    | Paola               | Santos              | 2    |
| 3    | Jérica              | Red Bull Bragantino | 1    |
| 3    | Larisse             | Red Bull Bragantino | 1    |
| 3    | Letícia             | Red Bull Bragantino | 1    |
| 3    | Rhay Coutinho       | Red Bull Bragantino | 1    |
| 3    | Thaisinha           | Red Bull Bragantino | 1    |
| 3    | Ana Carla           | Santos              | 1    |
| 3    | Carol Baiana        | Santos              | 1    |
| 3    | Day Silva           | Santos              | 1    |
| 3    | Ketlen              | Santos              | 1    |
| 3    | Larissa Vasconcelos | Santos              | 1    |
| 3    | Laura Valverde      | Santos              | 1    |
| 3    | Stella              | AD Taubaté          | 1    |
| 3    | Danna               | AD Taubaté          | 1    |

### Hat-tricks
| Jogadora  | Clube               | Adversário | Placar  | Data          | Ref.   |
| --------- | ------------------- | ---------- | ------- | ------------- | ------ |
| Thayslane | Red Bull Bragantino | Santos     | 4–1 (C) | 5 de novembro | [ 11 ] |